# Luigi Perelli
Luigi Perelli est un réalisateur et scénariste italien, né le 26 octobre 1937 à La Spezia.

## Biographie
Luigi Perelli participe comme acteur à Haine pour haine de Domenico Paolella (1967).
Après avoir réalisé quelques mini-séries télévisées de La Mafia, il est à l'origine de la série télévisée Sospetti (it) dont il réalise la première et la troisième saisons, ainsi que de Un caso di conscienza (it), où l'acteur principal est toujours Sebastiano Somma (it).

## Filmographie

### Réalisateur

#### Cinéma
- 1970 : Al Fatah - Palestina (documentaire)
- 1972 : Lo chiamavano Verità (it)
- 1976 : Amore grande, amore libero (it)
- 1984 : L'addio a Enrico Berlinguer (documentaire)
- 1991 : 18 anni tra una settimana

#### Télévision
- 1966 : Dov'è Dio è amore
- 1977 : Lo scandalo della Banca Romana (it)
- 1979 : L'affare Stavisky
- 1981 : La casa rossa
- 1983 : Dramma d'amore
- 1984 : Quei trentasei gradini (it)
- 1987-1995, 2001 : La Mafia
- 1986 : Un jour viendra (Se un giorno busserai alla mia porta)
- 1988 : Una vittoria
- 1997 : In fondo al cuore, mini-série
- 1997 : Racket (it), mini-série
- 1999 : Morte di una ragazza perbene (it), mini-série
- 2000, 2005 : Sospetti (it)
- 2003- 2013 : Un caso di conscienza (it)
- 2004 : Rivoglio i miei figli (it)

### Scénariste

#### Cinéma
- 1976 : Amore grande, amore libero, réalisé par lui-même

#### Télévision
- 1977 : ...E adesso andiamo a incominciare (avec Roberto Lerici (it))
- 1977 : Lo scandalo della Banca Romana, réalisé par lui-même
- 1997 : Racket, réalisé par lui-même
- 2001 : La Mafia (saison 10)

## Liens
- Ressources relatives à l'audiovisuel :   - AllMovie
  - Allociné
  - IMDb
- Notices d'autorité :   - VIAF
  - Italie